# Van Chancellor
Van Winston Chancellor (ur. 27 września 1943 w Louisville) – amerykański trener koszykarski, członek Koszykarskiej Galerii Sław im. Naismitha oraz Galerii Sław Żeńskiej Koszykówki.

## Osiągnięcia
Drużynowe
- Mistrzostwo:
  - WNBA (1997–2000)
  - świata (2002)
  - olimpijskie (2004)
  - sezonu regularnego konferencji Southeastern (SEC – 1992)
  - szkół średnich stanu Missisipi (1977, 1978)
  - USA AAU U–15 (1974)
- NCAA Final Four (2008)
- Wicemistrzostwo turnieju SEC (2008)

Indywidualne
- Trener roku:
  - WNBA (1997–1999)[1]
  - konferencji SEC (1987, 1990, 1992)
- Zaliczony do:
  - Koszykarskiej Galerii Sław im. Naismitha (2007)
  - Galerii Sław Żeńskiej Koszykówki (2001)
- Trener drużyny gwiazd Zachodu podczas meczu gwiazd WNBA (1999, 2000)

## Statystyki trenerskie

### Ole Miss Rebels
| Sezon   | Bilans | Adn.                              |
| ------- | ------ | --------------------------------- |
| 1978–79 | 31-9   | Stanowe mistrzostwo turnieju AIAW |
| 1979–80 | 23-14  |                                   |
| 1980–81 | 14-12  |                                   |
| 1981–82 | 27-5   | I runda NCAA                      |
| 1982–83 | 26-6   | II runda NCAA                     |
| 1983–84 | 24-6   | II runda NCAA                     |
| 1984–85 | 29-3   | NCAA Elite Eight                  |
| 1985–86 | 24-8   | NCAA Elite Eight                  |
| 1986–87 | 25-5   | NCAA Sweet Sixteen                |
| 1987–88 | 24-7   | NCAA Sweet Sixteen                |
| 1988–89 | 23-8   | NCAA Elite Eight                  |
| 1989–90 | 22-10  | NCAA Sweet Sixteen                |
| 1990–91 | 20-9   | I runda NCAA                      |
| 1991–92 | 29-3   | NCAA Elite Eight                  |
| 1992–93 | 19-10  |                                   |
| 1993–94 | 24-9   | II runda NCAA                     |
| 1994–95 | 21-8   | I runda NCAA                      |
| 1995–96 | 18-11  | I runda NCAA                      |
| 1996–97 | 16-11  |                                   |

### Houston Comets
| Sezon | Bilans | Bilans play-off | Adn.             |
| ----- | ------ | --------------- | ---------------- |
| 1997  | 18-10  | 2-0             | Mistrzostwo WNBA |
| 1998  | 27-3   | 4-1             | Mistrzostwo WNBA |
| 1999  | 26-6   | 4-2             | Mistrzostwo WNBA |
| 2000  | 27-5   | 6-0             | Mistrzostwo WNBA |
| 2001  | 19-13  | 0-2             |                  |
| 2002  | 24-8   | 1-2             |                  |
| 2003  | 20-14  | 1-2             |                  |
| 2004  | 13-21  | -               |                  |
| 2005  | 19-15  | 2-3             |                  |
| 2006  | 18-16  | 0-2             |                  |

### Kadra USA kobiet
| Rok  | Impreza                             | Bilans | Miejsce |
| ---- | ----------------------------------- | ------ | ------- |
| 2002 | WBCA All Star Challenge             | 1-0    | -       |
| 2002 | Opals World Challenge               | 4-0    | 1       |
| 2002 | Mistrzostwa świata                  | 9-0    | Złoto   |
| 2004 | Przedolimpijskie spotkania pokazowe | 16-0   | -       |
| 2004 | Igrzyska olimpijskie                | 8-0    | Złoto   |

### LSU Lady Tigers
| Sezon     | Wynik            | Adnotacje                                                                         |
| --------- | ---------------- | --------------------------------------------------------------------------------- |
| 2007–2008 | 31-6 (14-0 SEC)  | Mistrzostwo sezonu regularnego SEC; Wicemistrzostwo turnieju SEC; NCAA Final Four |
| 2008–2009 | 19-11 (10-4 SEC) | Półfinał turnieju SEC; II runda turnieju NCAA                                     |
| 2009–2010 | 21-10 (9-7 SEC)  | Ćwierćfinał turnieju SEC; II runda turnieju NCAA                                  |
| 2010–2011 | 20-14 (8-8 SEC)  | Ćwierćfinał turnieju SEC                                                          |